# Birger Dahlerus
Johan Birger Essen Dahlerus (Estocolmo, 6 de fevereiro de 1891 - 8 de março de 1957) foi um empresário e diplomata sueco. Ele era amigo de Hermann Göring e tentou, através dos canais diplomáticos, evitar a Segunda Guerra Mundial.[carece de fontes?]